# Carex davalliana
Carex davalliana es una especie de planta herbácea de la familia de las ciperáceas.

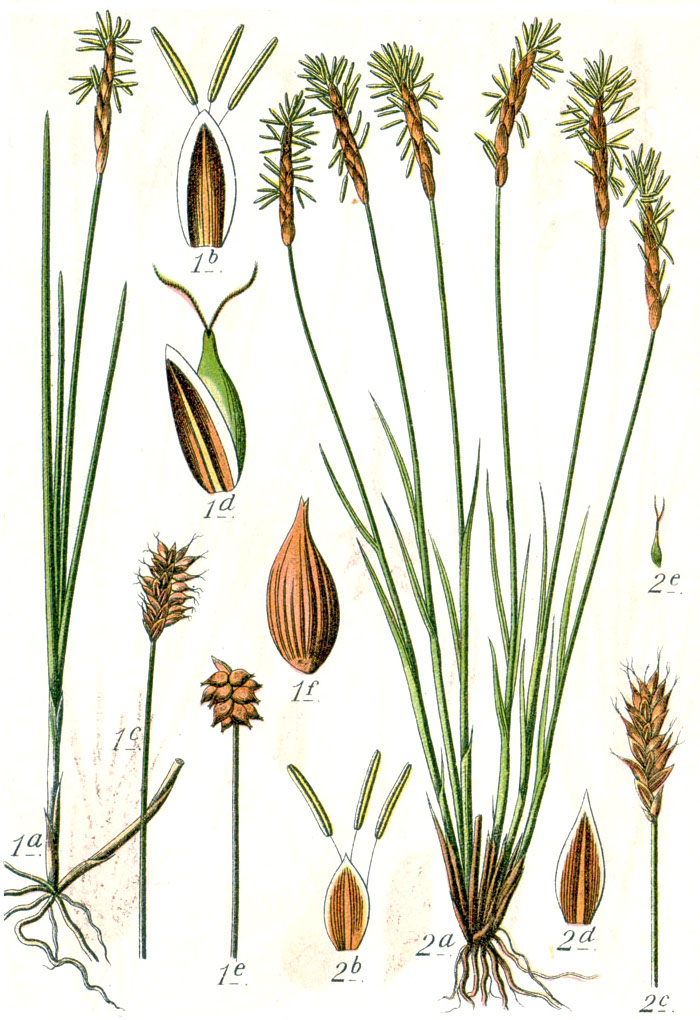
Ilustración

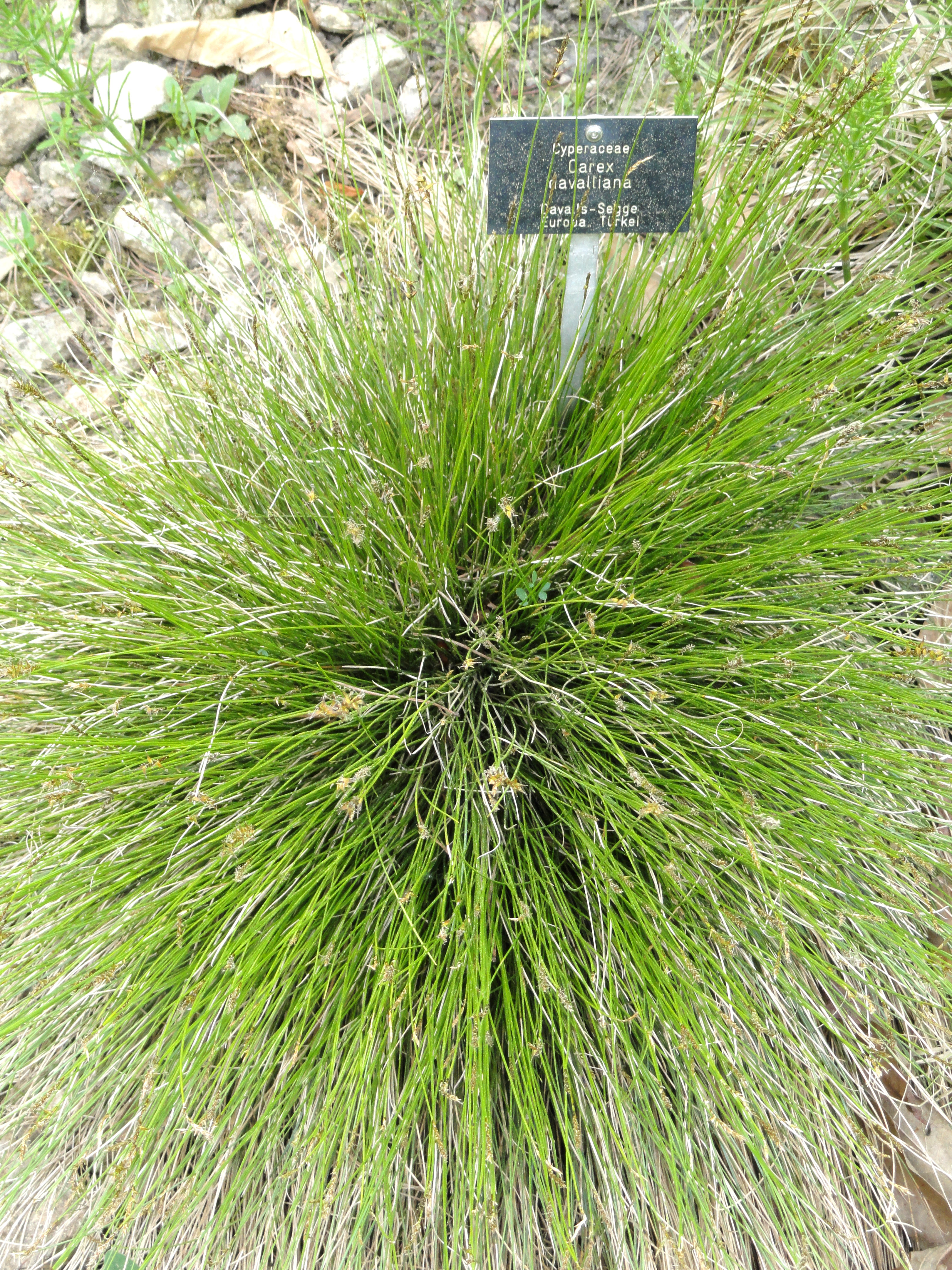
Vista de la planta

## Descripción
Es una  planta herbácea dioica. Densamente cespitosa. Tallos (5)15-30(50) cm, trígonos con los ángulos agudos u obtusos, lisos o ligeramente escábridos en la parte superior. Hojas (0,4)0,7-1,2(1,5) mm de anchura, de menor longitud que los tallos, canaliculadas o enrolladas, excepcionalmente planas, ásperas en los bordes, poco rígidas; lígula 0,5-1,2 mm, generalmente de mayor anchura que el limbo, de ápice obtuso a emarginado; sin antelígula; vainas basales escuamiformes, enteras o poco fibrosas, de color pardo. Bráctea inferior glumácea que protege un utrículo o una flor masculina. Inflorescencia en espiga solitaria; la masculina (0,5)1,5-3(3,6) cm, fusiforme; la femenina (0,8)1,5-2,5(3,2) cm, oblonga. Glumas femeninas ovales, agudas o acuminadas, de color pardo, de longitud casi igual o un poco menor que la de los utrículos, con margen escarioso en la parte superior o sin él; glumas masculinas como las femeninas pero siempre agudas. Utrículos (3,8)4-4,5(4,9) × 1-1,3 mm, de contorno linear a estrechamente oval, muy esponjosos en la base, plano-convexos, prominentemente nerviados, patentes o reflejos, pardos, gradualmente atenuados en un pico de 1,7-2 mm, frecuentemente curvado, liso, bidentado, con una larga hendidura en la cara abaxial. Aquenios 1,3-1,6 × (0,6)0,9-1 mm, de contorno elíptico, plano-convexos o ligeramente biconvexos, pardos, con la base del estilo persistente en forma de una corta columna.  Tiene un número de cromosoma de 2n = 46.

## Hábitat y distribución
Se encuentra en manantiales, arroyos y turberas sobre suelos carbonatados; a una altitud de 400-2400 metros en el C de Europa y puntos aislados del W, Turquía y Siberia. En la península ibérica habita en Galicia, Cornisa Cantábrica, Pirineos, Sistema Ibérico meridional y Sistema Central oriental.

## Taxonomía
Carex davalliana fue descrita por James Edward Smith y publicado en Transactions of the Linnean Society of London 5: 266. 1800.
Etimología
Ver: Carex
davalliana; epíteto otorgado en honor del botánico Edmund Davall.
Sinonimia
- Carex curvula Willd. ex Kunth
- Carex dioica var. davalliana (Sm.) Wahlenb.
- Carex dioicotrigona St.-Lag.
- Carex leucorhizia Dulac
- Carex recurvirostra Haller f. ex Steud.
- Carex reflexa Gaudin
- Carex scabra Hoppe
- Carex sieberiana Opiz
- Carex villosa Franch. & Sav.
- Caricinella scabra (Hoppe) St.-Lag.
- Maukschia scabra (Hoppe) Heuff.
- Psyllophora davalliana (Sm.) Schur
- Psyllophora sieberiana (Opiz) Opiz
- Vignea davalliana (Sm.) Rchb.[3][4]